# Leonid Smilovitski
Leonid Lvovitch Smilovitski (en langue russe : Леонид Львович Смиловицкий) (biélorusse : Леанiд Смiлавiцкi), né le 15 août 1955, à Retchytsa, Voblast de Homiel (ou en russe Voblast de Gomel), en (actuelle Biélorussie) ex-République socialiste soviétique de Biélorussie est un historien soviétique, puis israélien, spécialiste de l'histoire des Juifs en Biélorussie. 

## Biographie
Les parents de Leonid Lvovitch Smilovitski sont tous deux universitaires. Son père est originaire de Retchytsa, et combat durant la Seconde Guerre mondiale. Il est  démobilisé en 1947, et termine ses études à la faculté juridique de Minsk en 1952, puis épouse sa compatriote Galina Tchetchik. Il travaille au Comité central du parti communiste, comme assistant du ministre de la culture, puis défend sa thèse et devient professeur agrégé à l'université pédagogique de l'État de Biélorusse et à l'Institut de la culture à Minsk.
La mère de Leonid Smilovitski, Léonida Galina Israïlevna Tchetchik, (1929) étudie la médecine à Léningrad et est diplômée en 1954. Elle pratique la médecine pendant 20 ans à Minsk et dans le raïon de Minsk.
Leonid Lvovitch Smilovitski est né en 1955 à Retchytsa. Il termina ses études secondaires à Minsk en 1972. À la faculté d'histoire de l'Institut pédagogique d'État Gorki, il se spécialise en histoire, en sciences sociales et en anglais.
Après son service militaire dans l'armée soviétique (1977—1979) il collabore au musée d'histoire de la Seconde Guerre mondiale. Puis en 1980, il devient assistant à la faculté d'histoire de l'université biélorusse de la culture. Il termine et défend sa thèse d'histoire à 29 ans en 1984 à l'université d'État de Biélorussie Lénine sur L'Histoire de l'enseignement moyen public en République soviétique socialiste de Biélorussie.
De 1984 à 1992, il est chargé de cours d'histoire de la Biélorussie, de l'URSS et des pays étrangers à l'université de la culture à Minsk.
En 1992 Leonid Smilovitski immigre en Israël et s'installe à Petah Tikva, puis en 1993 à Jérusalem, où il se consacre à l'étude des archives de l'Institut national de la mémoire et des héros de la Résistance au mémorial de Yad Vashem. Il prend part en même temps aux travaux du fonds Steven Spielberg et rassemble des vidéos de personnes ayant survécu à la Shoah. Il recueille ainsi plus de 100 interviews de prisonniers du ghetto, de prisonniers des camps de concentration et de partisans.
Depuis 1995, il est collaborateur scientifique (en 2000, émérite) du centre de la diaspora de l'université de Tel-Aviv (Diaspora Research Center of the Tel Aviv University).

## Travail scientifique
Doctorat en sciences historiques (Ph. D.,), sa thèse de doctorat en 1984 porte sur les : Activités du Parti communiste du Bélarus pour la reconstruction et le développement des écoles secondaires spécialisées (1944-1955) en russe : «Деятельность Коммунистической партии Белоруссии по восстановлению и развитию средней специальной школы (1944—1955 гг.) ».
Son premier livre après l'obtention de son doctorat fut : Les Juifs de Biélorusse : de notre histoire commune durant les années 1905 à 1953 est publié à Minsk en 1999 (Editions Arti-Fex) en faible tirage (250 exemplaires). Certains disent, que le manuscrit du livre fut modifié sans l'autorisation de Smilovitski : des chapitres sont enlevés : tels ceux sur l'affaire des «blouses blanches », l'antisémitisme, les groupes de partisans et d'autres encore. Pourtant les éditeurs, et notamment le directeur des éditions "Arti-Fex" Lev Kozlov, réfutent cette allégation.
En 2000, est publié en langue russe à Jérusalem : L'Holocauste des Juifs en Biélorussie, 1941—1944. Cette monographie devint le livre qui le fit connaître du public. En 2005, il est traduit en anglais}
En 2008, il fait éditer Les Juifs de Touraw. Histoire d'un hameau de la Polésie de la région de Mazyr . Cet ouvrage est pour partie publié sur le site « L'histoire antique des Juifs ».
En 2009, L. Smilovitski est nommé lauréat du concours « Auteur de l'année » sur le portail Notes sur l'histoire juive.
En 2012 et 2013, il participe au projet « La Seconde Guerre mondiale à travers les sources privées en provenance par exemple de l'Union soviétique »,,.
Léonid Smilovitski collabore avec l'Institut juif de politique à Londres, avec l'Institut d'étude de la Shoah à Washington. Il participe à la rédaction de la Petite Encyclopédie juive (Краткая еврейская энциклопедия) à Jérusalem et dans d'autres centres d'études. Ses travaux sont publiés en anglais, en allemand, en polonais, en hébreu, en russe, en biélorusse et dans d'autres langues encore. Il a beaucoup publié en russe : «Авив» (Aviv), «Берега» (Berega) (à Minsk), « Мишпоха » (Michpokha) (à Vitebsk), « Возрождение » (Renaissance) (à Melbourne en Australie). Il donne régulièrement des conférences